# Antigues Escoles Públiques (Sant Sadurní d'Anoia)
Les Antigues Escoles Públiques és una obra modernista de Sant Sadurní d'Anoia (Alt Penedès) protegida com a bé cultural d'interès local.

## Descripció
L'edifici construït a la primera dècada de segle, es desenvolupa en planta baixa i pis sobre una superfície en forma d'U que abraça un pati-jardí, ocupant el conjunt una illa de l'eixample de Sant Sadurní. Apareixen en ell, encara, deixalles d'un cert eclecticisme sobretot amb la utilització de capitells sobre falses pilastres encoixinades en el cos central.
A la part posterior de la façana hi ha una construcció contemporània que es relliga amb l'efici prexistent prolongant el seu sòcol. El pati central funciona com a zona compartida del complex.

## Història
El 27 de novembre de 2017 l'edifici comença a funcionar com a nova seu de la Biblioteca municipal.